# Спартак (стадіон, Могильов)
Стадіон «Спартак» — багатофункціональний стадіон у Могильові, Білорусь. Є домашнім стадіоном футбольного клубу «Дніпро». Стадіон розрахований на 7 350 осіб.

## Історія
У 1951 році майданчик в центрі Могильова, на місці якого зараз знаходиться стадіон, був відведений під спортивні цілі. З 1954 року почалося будівництво стадіону, який належав спортивному товариству «Спартак». У 1957 стадіон введено в експлуатацію. З 1960 року став домашньою ареною могильовського «Хіміка», який грав у чемпіонаті СРСР (пізніше змінив назву на «Дніпро»). У 1967 році побудована залізобетонна трибуна на 5 000 осіб з підтрибунними приміщеннями. У 1983 зведені табло, прес-центр, роздягальні для футболістів. Місткість стадіону збільшена до 12 000.
З 1992 року став приймати матчі чемпіонату Білорусі. У 1999-2000 проведений перший етап реконструкції стадіону, в ході якого проведений капітальний ремонт усіх трибун, роздягалень, прес-центру. На стадіоні встановлені пластикові сидіння, в результаті чого місткість скоротилася до сучасних 7 350 місць. Вкладено штучне покриття на бігових доріжках.
Другий етап реконструкції виконано у 2008-2009 роках. Встановлено сучасне електронне табло, укладений новий газон з підігрівом та дренажною системою. Західна трубуна зроблена критою (однак в 2013 році дах був зірваний ураганом). З того часу стадіон отримав сучасний вид.
У 2010 році стадіон «Спартак» приймав чотири матчі Ліги Європи, в тому числі матч стадії плей-оф, де місцевий «Дніпро» зустрічався з іспанським «Вільярреалом».